# ローラ・T95/00
ローラ・T95/00（Lola T95/00）は、ローラが設計・製造したオープンホイールレーシングカーである。1995年のインディカー・シーズンで使用された。前モデル「T94/00」よりも若干戦闘力が増し、シーズン4勝を挙げた。主に800–850 hp (600–630 kW) 発生するフォード・コスワース XBターボエンジンの他に、メルセデス・ベンツ IC108やビュイック/メナード・インディV6エンジンを搭載していた。
また、シリーズ新規定のシャシーとエンジンに変更前の1996年と1996年-1997年のインディ・レーシング・リーグ・シリーズの2戦でも多くのチームに使用された。